# My Iron Lung (мініальбом)
My Iron Lung — третій мініальбом англійської рок-групи Radiohead, що вийшов 26 вересня 1994 року на лейблах Parlophone Records у Великій Британії та Capitol Records у США. Його спродюсували Radiohead, Джон Лекі та Найджел Ґодріч. Він став першою співпрацею Radiohead з Ґодрічем і художником Стенлі Донвудом, які відтоді працювали над кожним релізом Radiohead.
EP складається з пісні «My Iron Lung» з другого альбому Radiohead «The Bends» (1995), а також кількох позаальбомних треків. Radiohead написали «My Iron Lung» у відповідь на успіх свого дебютного синглу «Creep» (1992). Незадоволені версією, яку вони записали на лондонській студії RAK, вони використали виступ, записаний у травні 1994 року в лондонській Асторії.
My Iron Lung вийшов до виходу The Bends і отримав позитивні відгуки. «My Iron Lung» також вийшов як сингл і досяг 24 місця в UK Singles Chart.

## Запис
Radiohead записали більшість пісень на My Iron Lung на лондонській студії RAK під час сесій для свого другого альбому The Bends (1995). Автор пісень Том Йорк сказав, що EP був «тільки для шанувальників», і описав його як збірку пісень, які не увійшли до альбому, а не як уривки з нього: «Ми вважаємо, що вони хороші, інакше ми б їх не включили». До EP також увійшла акустична версія дебютного синглу Radiohead «Creep» (1992), з виступу на KROQ-FM 13 липня 1993 року.
My Iron Lung став першою співпрацею Radiohead з художником обкладинки Стенлі Донвудом. Донвуд не був фанатом рок-музики і сказав, що взявся за цю роботу, бо знав Йорка ще з часів їхнього навчання в Університеті Ексетера. EP також став першою співпрацею Radiohead з продюсером Найджелом Ґодрічем, який допомагав продюсеру Джону Лекі в RAK як звукорежисер. Відтоді Донвуд і Годріч працювали над кожним релізом Radiohead.

## Реліз
«My Iron Lung» вийшов як сингл у Великій Британії 26 вересня у чотирьох версіях, кожна з яких відрізнялася порядком треків. Було випущено дві CD-версії; одна включала бі-сайди «The Trickster», «Punchdrunk Lovesick Singalong» і «Lozenge of Love», а інша — бі-сайди «Lewis (Mistreated)», «Permanent Daylight» і «You Never Wash Up After Yourself». Цей реліз був спробою EMI заохотити шанувальників купувати кілька видань одного синглу. Пізніше My Iron Lung вийшов як мініальбом, що містив усі бі-сайди.
Сингл «My Iron Lung» досяг 24 місця у UK Singles Chart. У США він очолив хіт-парад студентських радіостанцій, але було продано лише близько 20 000 копій. Йорк і Ґрінвуд висловили розчарування тим, що Capitol, американська дочірня компанія EMI, перестала просувати. Віцепрезидент A&R Перрі Уоттс-Рассел сказав, що Capitol не прагнув до радіопрогравання, оскільки пісня «призначалася лише для фанатів», а не для «належного першого синглу» The Bends. Пізніше Рендалл стверджував, що «My Iron Lung» підвищив творчий авторитет Radiohead, створивши комерційну можливість для The Bends.

## Трек-лист
Всі треки написані Radiohead.
| #     | Назва                              | Тривалість |
| ----- | ---------------------------------- | ---------- |
| 1.    | «My Iron Lung»                     | 4:36       |
| 2.    | «The Trickster»                    | 4:40       |
| 3.    | «Lewis (Mistreated)»               | 3:14       |
| 4.    | «Punchdrunk Lovesick Singalong»    | 4:40       |
| 5.    | «Permanent Daylight»               | 2:48       |
| 6.    | «Lozenge of Love»                  | 2:16       |
| 7.    | «You Never Wash Up After Yourself» | 1:44       |
| 8.    | «Creep (Acoustic)»                 | 4:19       |
| 28:23 |                                    |            |

## Персоналії
Radiohead
- Том Йорк
- Джонні Ґрінвуд
- Ед О'Браєн
- Колін Грінвуд
- Філ Селвей

Продакшн
- Джон Лекі — продюсування і звукоінженер (1–4, 6)
- Найджел Ґодріч — звукоінженер (1–4, 6), продюсування (5)
- Кріс Браун — звукоінженер (1–4, 6)
- Гай Мессі — асистент
- Шеллі Сондерс — асистент
- Джим Уоррен — зведення (5), запис (7)

Дизайн
- Стенлі Донвуд
- Том Йорк